# Panzer-Triebwagen Libli
Der Panzer-Triebwagen Libli (lang: Littorina blindata, deutsch: Gepanzerter Triebwagen) war ein italienisches gepanzertes Triebfahrzeug aus dem Zweiten Weltkrieg.

## Geschichte

### Italien
Während der Besetzung Jugoslawiens 1940 und 1941, musste das Königreich Italien die lebenswichtigen Eisenbahnlinien vor sabotierenden Titopartisanen schützen. Zusätzlich zu den bereits hergestellten Panzerzügen und der für den Schienenverkehr angepassten Panzerwagen vom Typ Autoblindo AB40 und Autoblindo AB41, benötigte die Armee noch weitere gepanzerte Fahrzeug auf den Gleisen, welche autark operieren konnten. Am 5. September 1942 wurde der Prototyp des Panzer-Triebwagen Libli in Genua getestet, vorgestellt und von der Armee angenommen. Bei der italienischen Armee lief dieser Panzer-Triebwagen unter dem offiziellen Namen Littorina blindata Modello 42.

### Wehrmacht

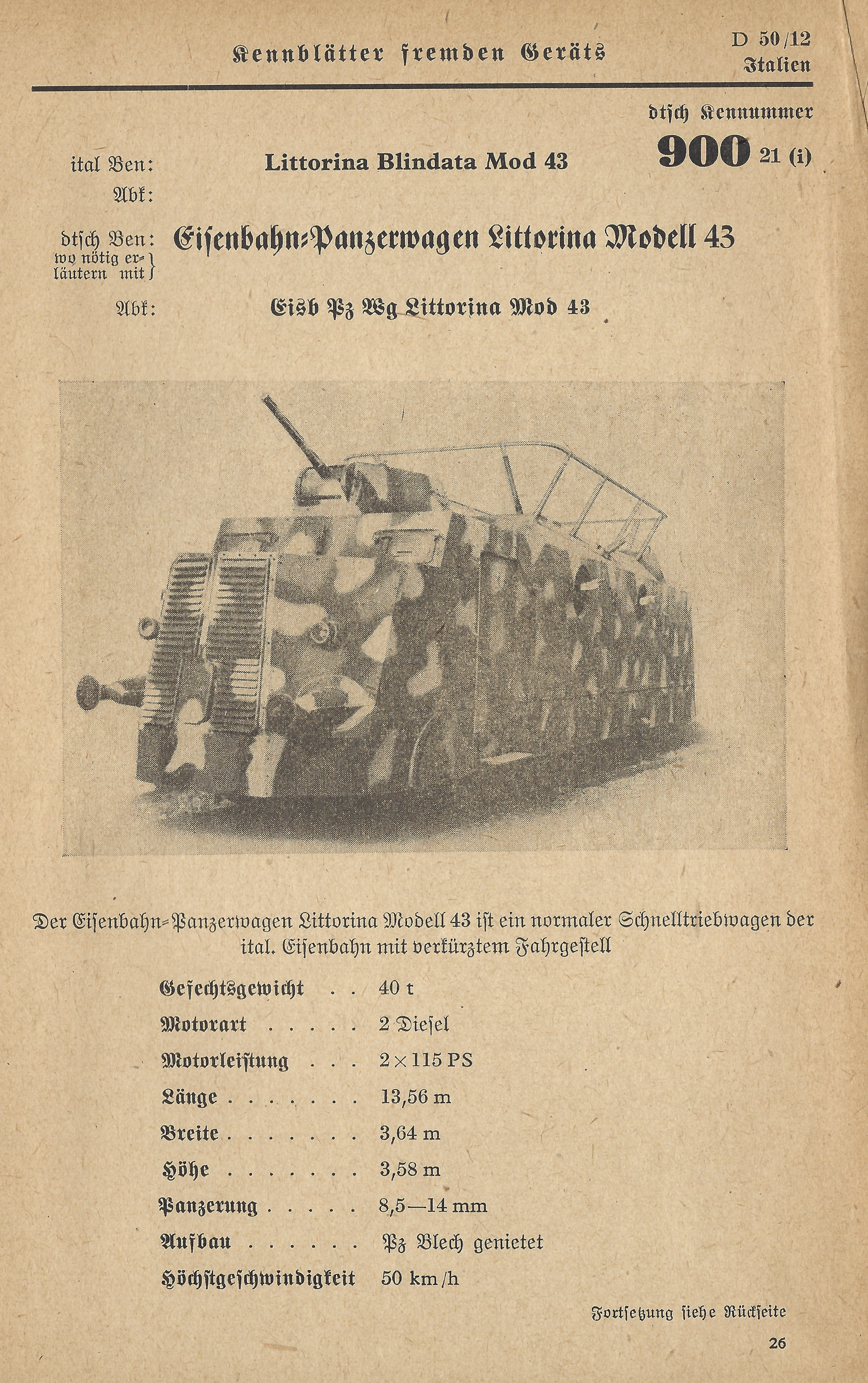
Kennblätter fremden Geräts, D. 50/12, Nummer 900 21 (i)

Bei der Wehrmacht waren die Panzer-Triebwagen immer paarweise als Begleitfahrzeuge für die leichten Spähzüge vorgesehen. Aus kriegsbedingten Gründen erreichten aber nur zwei der Fahrzeuge diese. Daraufhin wurden sie einzelnen anderen Panzerzügen zugeteilt. Der Panzer-Triebwagen Libli wurde bei der Wehrmacht in den Kennblättern fremden Geräts aufgenommen und erhielt die Bezeichnung Eisenbahn-Panzerwagen Littorina Modell 43, da die Wehrmacht die Fahrzeuge erst 1943 im Bestand hatte.

## Produktion

### Italien
Von den Panzer-Triebwagen Libli wurden für die italienische Armee acht Stück im Jahr 1942 hergestellt. Das erste Serienmodell verließ am 20. September 1942 die Produktionsstätte. Vier davon waren mit je zwei Granatwerfern Brixia Modell 35 und vier mit je zwei 2-cm-Flak Breda ausgerüstet.

### Wehrmacht
Als die Wehrmacht 1943 die italienischen Truppen entwaffnete, fiel der Wehrmacht einer dieser Wagen in die Hände. Daraufhin erging an Ansaldo erneut der Auftrag, acht weitere Fahrzeuge dieses Typs 1944 herzustellen. Diese sollten ausschließlich mit der Flak ausgerüstet sein. Die Auslieferung dieser Wagen zog sich von Mai 1944 bis zum Jahresende hin. Diese Fahrzeuge erhielten die Namen Panzer-Triebwagen 30 bis Panzer-Triebwagen 38.

## Technische Daten
Die Panzer-Triebwagen Libli basierten auf Fahrzeugen vom Typ FS ALn 56 von Fiat Ferroviaria, welche bei der Italienischen Staatseisenbahn im Dienst waren. Hierbei wurde das Fahrgestell um 5,6 m auf 13,56 m verkürzt. Das Fahrgestell bestand aus zwei Drehgestellen mit je zwei Achsen. Die jeweils äußere Achse wurde dabei angetrieben. Die Antriebskraft kam von zwei Sechszylinder-Fiat-356-Dieselmotoren. Jeder dieser Motoren lieferte 115 PS, wodurch der Panzer-Triebwagen bis zu 50 km/h erreichen konnte. Die Reichweite betrug bis zu 450 Kilometer Die Kühlung erfolgte durch einen Kühlergrill, welcher mit schrägen Rippen aus Panzerstahl geschützt wurde. Die Panzerung bestand aus 15 mm dickem Panzerblech an den Seiten und 8,5 mm dickem Panzerblech auf dem Dach.
Der Aufbau bestand aus drei Abschnitten. Im zentralen Teil der Panzer-Triebwagen befand sich der Kampfraum. Dort konnten die Besatzungsmitglieder auf speziellen Klappsitzen platz nehmen. Auf jeder Seite befanden sich drei Maschinengewehre vom Typ Breda Modello 38. Diese waren in speziellen Kugelblenden montiert. Auf der Oberseite befanden sich zwei Luken, von wo aus die Besatzung mit Granatwerfern vom Typ Brixia Modell 35 oder je einer 2-cm-Flak Breda feuern konnten. Aus speziellen seitlichen Anschlüssen konnten zwei Flammenwerfer Modello 40 eingesetzt werden. Rechts und links dieses Abschnittes befanden sich je eine identische Kabine für die Kraftfahrer und den aufgesetzten Geschützturm. Diese waren leicht nach rechts versetzt und stammten vom Panzerkampfwagen M13/40, wobei diese einen hinteren Teil aus drei verschraubten flachen Platten besaßen. Die Bewaffnung dieser Geschütztürme bestand aus je einer 4,7.cm-Kampfwagenkanone und einem koaxialen Maschinengewehr.
Für die Funkverbindung nach draußen verfügte jeder Panzer-Triebwagen über ein Magneti Marelli RF2 CA Funkgerät. Um die Leistung und Reichweite zu erhöhen, befand sich auf dem Dach eine Rahmenantenne.

### Wehrmacht
Als die Wehrmacht acht Panzer-Triebwagen erhielt, wurden hier einige kleinere Änderungen vorgenommen. Die Anzahl der Maschinengewehre wurde auf vier Stück verringert, sodass sich auf jeder Seite nur noch zwei befanden. Für die Besatzung führten die Panzer-Triebwagen einen 8-cm-Granatwerfer 34 und zwei leichte Maschinengewehre 34 mit.

## Zugpersonal

### Italien
Die Besatzung bei den italienischen Panzer-Triebwagen bestand aus einem Offizier, einem Unteroffizier und 17 Mannschaften.
- ein Panzer-Triebwagenkommandant
- zwei Kraftfahrer
- zwei Richtschützen
- zwei Ladeschützen
- sechs Maschinengewehrschützen
- zwei Granatwerferschützen
- zwei Flammenwerferschützen
- ein Funker

### Wehrmacht
Bei der Wehrmacht bestand die Besatzung aus sieben Unteroffizieren und 23 Mannschaften.
- ein Panzer-Triebwagenkommandant (Feldwebel)
- ein Funkunteroffizier
- sieben Funker (vier zeitgleich Maschinengewehrschützen, einer Nachrichten-Mechaniker, einer Mechaniker)
- ein Artillerie-Geschützführer (Unteroffizier)
- ein Artillerie-Richtschütze
- zwei Artillerie-Ladeschützen
- ein Flak-Geschützführer (Unteroffizier)
- zwei Flak-Ladeschützen
- ein Werfer-Führer (Unteroffizier)
- drei Granatwerferschützen
- ein Maschinengewehrführer (Unteroffizier)
- sieben Maschinengewehrschützen (zwei zeitgleich Eisenbahnpioniere)
- zwei Panzer-Triebwagen-Kraftfahrer (Unteroffizier) (einer davon Motorenschlosser)

## Einsatz

### Panzer-Triebwagen Libli 42
Im Juli 1943 wurden den verschiedenen Divisionskommandos der 2. Armee zugeteilt. Dazu zählten die sieben Divisionen Zara, Bergamo, Re, Macerata, Lombardia, Isonzo, Cacciatori delle Alpi und das Verteidigungskommando von Fiume. Den ersten Einsatz erfuhr einer der Panzer-Triebwagen im Oktober 1942 und wurde bei Split durch Partisanen zerstört. Am 12. Februar 1943 wurde ein zweiter Panzer-Triebwagen bei Oguin ebenfalls durch Partisanen zerstört.
Als der italienische Waffenstillstand 1943 unterzeichnet wurde, befanden sich die Panzer-Triebwagen in Karlovac, Ogulin, Split, Ljubljana, Novo Mesto und in Suse.

### Panzer-Triebwagen 30
Der Panzer-Triebwagen 30 wurde am 12. Mai 1944 aufgestellt, war am 17. Juni einsatzbereit und wurde dem Panzerzug 303 unterstellt. Der Panzer-Triebwagen 30 wurde zeitgleich mit dem Panzer-Triebwagen 31 und dem Panzerzug in das bulgarisch besetzte Serbien verlegt. Hauptauftrag war dabei die Sicherung der Eisenbahnstrecke von Nisch nach Vranje und von Nisch nach Pirot. Weiterhin übernahm er die Sicherung der Eisenbahnstrecke von Lapovo nach Kragujevac und Kruševac. Aufgrund des flexiblen Einsatzes des Panzerzuges mit den kleinen Panzerdraisinen Steyr und den beiden Panzer-Triebwagen, nahm die Partisanenaktivität auf den Eisenbahnstrecken stark ab. Aufgrund von Treibstoffmangel, konnte der Panzerzug-Verband ab August 1944 nur noch eingeschränkt eingesetzt werden. Dieser Mangel verschärfte sich im November so stark, dass eine Dampflokomotive beschafft werden musste, um die Fahrzeuge bewegen zu können. Dadurch verlor der Verband an Flexibilität.
Bis zum 13. Oktober 1944 verblieb der Verband im Raum Belgrad und rückte dann nach Westen ab. In den letzten Oktobertagen war der Verband im Raum zwischen Ruma, Šid und Esseg. Am 31. Oktober verlegte er nach Lipovljani und wurde dort stationiert. Bis zum 26. April 1945 verblieb der Verband im Raum Lipovljani. An diesem Tag rückte er nach Agram ab und blieb bis Mai vor Ort. Am 7. Mai sollte der Verband einen Lazarettzug in Ljubljana abholen, welcher aber nicht auffindbar war. Auf der Rückfahrt nach Cilli wurden Schwerverwundete aufgenommen und ein Wagen mit volksdeutschen Familien angehängt. Am 8. Mai 1945 musste der Verband in Cilli an die Verbände von Tito  übergeben und die Besatzungen begaben sich in Kriegsgefangenschaft. Einer größeren Gruppe gelang die Flucht und konnte sich bis nach Bleiburg durchschlagen und in britische Kriegsgefangenschaft begeben.

### Panzer-Triebwagen 31
Der Panzer-Triebwagen 31 wurde zeitgleich mit dem Panzer-Triebwagen 30 aufgestellt und dem Panzerzug 303 zugeteilt. Die Einsatzgeschichte und das Schicksal sind identisch zum oben aufgeführten Panzer-Triebwagen 30.

### Panzer-Triebwagen 32
Der Panzer-Triebwagen 32 wurde am 12. Mai 1944 aufgestellt, war am 12. Juli einsatzbereit und wurde dem Panzerzug 64 unterstellt. Mitte Juli 1944 traf der Panzer-Triebwagen 32, zusammen mit dem Panzer-Triebwagen 33, auf dem Balkan ein und sollte dem Panzerzug 302 zugeteilt werden. Da dieser in Kroatien zurückgehalten wurde, wurde er dem Panzerzug 64 zugeteilt und im Ruma stationiert. Von dort wurden sie oft zu Inspektionsfahrten vom Kommandeur der Panzerzüge bei der Heeresgruppe F, mit Standort in Inđija, abgerufen. Als am 31. August 1944 der Panzerzug 65 durch eine Reihensprengung schwer beschädigt wurde, teilte man den Panzer-Triebwagen 32 den noch verwendbaren Wagen zur Verstärkung zu. Von da an operierte der Panzer-Triebwagen öfter im Bereich um Agram. Am 7. Oktober 1944 wurde bei Voloder durch eine Mine schwer beschädigt und musste für die Reparatur abgezogen werden.
Nachdem der Panzer-Triebwagen 32 repariert und wieder einsatzbereit war, wurde er Anfang April 1945 dem Panzerzug 4 unterstellt und in Stockhammer stationiert. Die neue Aufgabe, zusammen mit dem Panzerzug 4, war die Sicherung der Eisenbahnstrecke zwischen Steinbrück über Cilli bis nach Marburg. Der Erfolg der Streckensicherung war jedoch nur gering, da es den Partisanen mittlerweile gelang, Operationen bis nach Kärnten hinein durchzuführen. Um einer sowjetischen Gefangenschaft zu entgehen, trat der Kommandant des Panzerzug 4 am 8. Mai mit der kanadischen Brigade der 7. britischen Infanteriedivision per Funk in Verbindung. Diese bekundeten großes Interesse an der Übernahme des Panzerzuges und den ihm unterstellten Panzer-Triebwagen. Von Cilli aus setzten sich beide in Bewegung und erreichten am nächsten Tag Marburg. Dort nahm eine größere Zahl von, zum Dienst verpflichteter, Frauen mit und erreichte am 10. Mai Unterdrauburg. Dort wurde er nach Sankt Anrdä weitergeleitet und fuhr vorn dort aus weiter bis nach Wolfsberg. Dort angekommen ergab sich die Besatzung den kanadischen Truppen und der Panzer-Triebwagen 32 wurde aus den Listen gestrichen.

### Panzer-Triebwagen 33
Der Panzer-Triebwagen 33 wurde am 12. Mai 1944 aufgestellt, war am 12. Juli einsatzbereit und wurde dem Panzerzug 64 unterstellt. Mitte Juli 1944 traf der Panzer-Triebwagen 33, zusammen mit dem Panzer-Triebwagen 32, auf dem Balkan ein und sollte dem Panzerzug 302 zugeteilt werden. Da dieser in Kroatien zurückgehalten wurde, wurde er dem Panzerzug 64 zugeteilt und im Ruma stationiert. Von dort wurden sie oft zu Inspektionsfahrten vom Kommandeur der Panzerzüge bei der Heeresgruppe F, mit Standort in Inđija, abgerufen. Wie der weitere Einsatz des Panzer-Triebwagen war, konnte nicht ermittelt werden, da es keine Überlieferungen gibt.

### Panzer-Triebwagen 34
Der Panzer-Triebwagen 34 wurde am 21. August 1944 aufgestellt und war am 11. November einsatzbereit.  Bei der Überführungsfahrt erlitt er eine Beschädigung durch das Auffahren auf einen anderen Zug. Daraufhin musste der Panzer-Triebwagen zur Reparatur nach Wien verlegen  und war effektiv im Februar 1945 einsatzbereit. Danach wurde er dem Panzerzug 204 unterstellt. Der Einsatzbereich des Panzerzuges mit dem Panzer-Triebwagen war hierbei die Eisenbahnstrecke zwischen Sunja (Lage) über Bosanski Novi nach Bihać. Am 2. Mai 1945 entlastete der Panzerzug, zusammen mit dem Panzer-Triebwagen, südlich von Kostajnica die eigenen, stark bedrängten Truppen. Im Anschluss zogen sich beide nach Sisak zurück.
Am 8. Mai 1945 versuchten der Panzer-Triebwagen und der Panzerzug nach Österreich zu gelangen. Die Eisenbahnstrecke von Sisak nach Agram war der gefährlichste Abschnitt, denn die Strecke war an mehreren Stellen schwer beschädigt und von Partisanen besetzt. Dennoch gelang der Durchbruch bis nach Steinbrück und weiter nach Cilli. Kurz vor Cilli mussten die Fahrzeuge verlassen werden und die Besatzung versuchte zu Fuß weiter zu kommen. Am 13. Mai kam es bei Cilli zu einem kurzen Gefecht mit Partisanen, bei dem sich die deutschen Truppen ergaben und in die Gefangenschaft begaben.

### Panzer-Triebwagen 35
Der Panzer-Triebwagen 35 wurde am 21. August 1944 aufgestellt, war am 11. November einsatzbereit. Wenige Tage nach der erfolgreichen Einsatzbereitschaft, traf der Panzer-Triebwagen mit dem Panzerzug 201, dem Panzerzug 202 und dem Panzer-Triebwagen 38 auf dem Balkan ein. Im Dezember musste der Panzer-Triebwagen für Reparaturen ins Reichsbahn-Ausbesserungswerk Marburg an der Drau verlegen. Nach dem Ende der Reparaturen Mitte Januar 1945, wurde der Panzer-Triebwagen 35 dem Panzerzug 23 unterstellt. Aufgrund der immer schwieriger werdenden Bedingungen an der Front, begannen beide den Rückzug in Richtung Österreich.
Am 8. Mai 1945 erreichten der Panzer-Triebwagen 35 und der Panzerzug 23, von Dugo Selo aus kommend, Marburg an der Drau. Kurz nach der Ankunft wurden mehrere Personen- und Güterwagen mit flüchtenden Zivilisten angekoppelt und am 9. Mai ging die Fahrt weiter nach Unterdrauburg. In Richtung Klagenfurt fand man die Strecke mit Zügen vollgefahren vor, sodass ein Durchkommen unmöglich war. Deshalb ließ man alle Fahrzeuge stehen und flüchtete zu Fuß weiter. Die Besatzung traf jedoch auf Partisanen und wurde zersprengt. Später fanden sich viele als britische Kriegsgefangene in Völkermarkt wieder. Der Panzer-Triebwagen 35 fiel dadurch den Tito-Partisanen in die Hände und wurde aus den Listen gestrichen.

### Panzer-Triebwagen 36
Der Panzer-Triebwagen 36 wurde am 21. August 1944 aufgestellt, war im März 1945 einsatzbereit. Nachdem der Panzer-Triebwagen im Dienst war, wurde er der Ersatzabteilung in Milowice unterstellt. Ende April 1945 wurde er nach Pečky verlegt und an der Eisenbahnstrecke zwischen Böhmisch Brod und Kolín stationiert. Anfang Mai sollte er nach Olmütz verlegt werden. Während der Verlegungsfahrt geriet der Panzer-Triebwagen in einen Hinterhalt und wurde in Ostböhmen von tschechischen Eisenbahnern angegriffen und außer Gefecht gesetzt.

### Panzer-Triebwagen 37
Der Panzer-Triebwagen 37 wurde am 21. August 1944 aufgestellt, war im Februar 1945 einsatzbereit. Im Februar stellte man eine Panzerzuggruppe aus dem Panzer-Triebwagen 37, dem Streckenschutzzug Max, dem Panzerzug 83 und dem Panzer-Triebwagen 22 zusammen. Mit dem Beginn der Schlacht um die Seelower Höhen stand der Panzer-Triebwagen 37 im Raum Frankfurt an der Oder und nahm an den Abwehrkämpfen im Bereich Rosengarten und Booßen teil. Am 2. Mai standen alle noch verbliebenen Fahrzeuge der dortigen Panzerzuggruppe, der Panzer-Triebwagen 37, der Panzerzug 65, der Panzerzug 75, der Panzerzug 83, der Streckenschutzzug 350, der Panzer-Triebwagen 16, der Panzer-Triebwagen 21 und der Panzer-Triebwagen 22 in Neustadt-Glewe, auf der Eisenbahnstrecke zwischen Ludwigslust und Parchim. Am gleichen Tag fuhren alle Fahrzeuge geschlossen über Ludwigslust weiter in Richtung Schwerin. In Holthusen stießen sie auf Truppen der 8. U. S.-Infanteriedivision und ergaben sich ihnen. Unter der Flagge der U. S. amerikanischen Truppen und mit Sicherungssoldaten, fuhren die Kampfzüge weiter bis zum Bahnhof Hagenow Land und wurden dort endgültig den U. S. amerikanischen Truppen übergeben. Die Besatzungen kamen in Sammellager für Gefangene und der Panzerzug 83 wurde aus den Listen gestrichen.

### Panzer-Triebwagen 38
Der Panzer-Triebwagen 38 wurde am 21. August 1944 aufgestellt, war am 11. November einsatzbereit. Mitte November erreichten der Panzer-Triebwagen 38 und der Panzer-Triebwagen 35 auf dem, Balkan ein. Dort angekommen wurde der Panzer-Triebwagen 38 direkt dem Kommandeur der Panzerzüge bei der Heeresgruppe F unterstellt. Er wurde in Cilli stationiert und operierte selbstständig im Einsatzraum. Gegen Jahresende 1944 übernahm er die Sicherung der Brücken über die Save bei Agram. Im Februar 1945 übernahm der Panzer-Triebwagen die Sicherung des Abschnitts Slavonski Brod vom Panzerzug 75.
Ende März übernahm die Heeresgruppe E die Gesamtführung der Truppen auf dem Balkan. Bis April 1945 stand der Panzer-Triebwagen 38 im Raum Agram zur Sicherung. Als die Truppen von Tito am 12. April eine Offensive begannen, befahl der Kommandeur der Heeresgruppe E den allgemeinen Rückzug der Truppen. Damit zog sich der Panzer-Triebwagen bis Mai nach Laibach zurück. Am 8. Mai 1945 traf er dort auf den Panzerzug 202 und beide zogen sich weiter in Richtung Norden zurück. Bei Aßling wollten die Truppen durch den Karawankentunnel nach Österreich durchbrechen, fanden diesen aber gesperrt vor. Da ein Weiterkommen nicht mehr möglich war, wurden die Fahrzeuge den Partisanen vor Ort übergeben. Die Besatzungen wichen aber weiter über Kronau und dem Wurzenpass nach Villach aus und begaben sich dort in britische Kriegsgefangenschaft.
- Panzer-Triebwagenkommandant
  - Oberfeldwebel Herbert Ziehm

## Verbleib
Im Civico Museo della Guerra per la Pace „Diego de Henriquez“ in Triest existieren heute noch zwei beschädigte Panzer-Triebwagen Libli.